# Skoklefall
Skoklefall est une localité de la municipalité de Nesodden, dans le comté d'Akershus, en Norvège.

## Description
Skoklefall est un quartier résidentiel de la municipalité de Nesodden. Elle est située au nord de Nesodden, au milieu de la péninsule de Nesoddtangen.
L'église de Skoklefall est une longue église en bois construite en 1936.